# Kevin Klinkenberg
Kevin Klinkenberg (Oupeye, 4 oktober 1990) is een Belgisch volleyballer.

## Levensloop
Klinkenberg begon met volleyballen bij Envol Herve Mortroux. Op 16-jarige leeftijd maakte hij de overstap naar VC Maaseik. Met deze club werd hij driemaal landskampioen (2009, 2010 en 2012) en even vaak bekerwinnaar (2009, 2010 en 2012). Ook won hij met Maaseik viermaal de Supercup (2008, 2009, 2011 en 2012) en bereikte hij in 2009-'10 de halve finales van de CEV Cup. Het Russische Iskra Odintsovo bleek in de halve finale te sterk, maar in de wedstrijd om de derde plaats werd het Italiaanse Volley Piancenza verslagen.
In 2013 maakte hij de overstap naar Tours VB, waarmee hij in  2013-'14 als 2014-'15 zowel landskampioen als bekerwinnaar werd. Vervolgens was hij actief bij het Poolse Łuczniczka Bydgoszcz en de Italiaanse clubs Top Volley Latina en Revivre Milano. In 2018 ging hij aan de slag bij het Turkse Fenerbahçe SK. Met deze club uit Istanbul won hij in 2018-'19 de landstitel en de Beker van Turkije. Hierop aansluitend was hij actief bij het Poolse MKS Ślepsk Suwałki en het Griekse Foinikas Syros VC. Sinds 2023-'24 is hij opnieuw actief in de Belgische competitie bij VBC Waremme.
Daarnaast was hij actief bij het Belgisch volleybalteam. Met de Red Dragons nam hij onder meer deel aan de wereldkampioenschappen van 2014 en 2018, alsook aan de Europese kampioenschappen van 2011, 2013, 2015 en 2017.
Zijn zus Laurine was eveneens actief in het volleybal.